# Rågø
Rågø er en lille ubeboet ø i Smålandsfarvandet nord for Lolland omkring 2 km ud for Urne havn på Lolland og omkring 2 km vest for Skalø. Øens højeste punkt rækker 6 m over havets overflade. Nord for Rågø ligger den mindre ø Rågø Kalv.
Øen er først nævnt i 1231 som Raø (ra, gammelt dansk for rådyr), og indtil 1930'erne var der ca. 30 indbyggere på Rågø, men de sidste beboere forlod øen i 1960'erne.
Rågø og Rågø Kalv ejes siden 1998 af Aage V. Jensens Fonde med det formål at bevare oprindelige danske træer og buske, idet det udnyttes, at øen ligger så isoleret, at bestøvning fra fastlandet er minimal.
Øen består af overdrev og strandenge og er yngleplads og rasteplads for vandfugle og er både udpeget som fuglebeskyttelsesområde og habitatområde.
Der er fri adgang til øerne i dagtimerne.